# The Handmaid's Tale (serie televisiva)

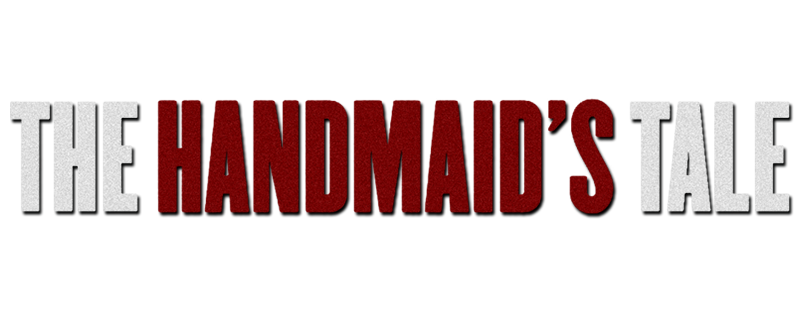
Logo della serie

The Handmaid's Tale, conosciuta anche come Il racconto dell'ancella, è una serie televisiva statunitense, ideata da Bruce Miller, prodotta dal 2017 al 2025 per sei stagioni e distribuita sulla piattaforma Hulu.
È tratta dal romanzo distopico del 1985 Il racconto dell'ancella, dell'autrice canadese Margaret Atwood.
In Italia è stata distribuita sulla piattaforma TIMvision.

## Trama
In un prossimo futuro distopico, il tasso di fertilità umana è in calo a causa di malattie e inquinamento. Dopo una guerra civile, il regime teocratico totalitario di Gilead prende il comando nella zona un tempo conosciuta come Stati Uniti d’America. La società è organizzata da leader assetati di potere e divisa in nuove classi sociali, in cui le donne sono brutalmente soggiogate e non possono lavorare, leggere o maneggiare denaro.
A causa dell’infertilità e del crollo delle nascite, le donne fertili, ribattezzate “Ancelle”, sono assegnate alle famiglie elitarie dove subiscono stupri rituali da parte del proprio padrone con lo scopo di dar loro dei figli.
Oltre alle Ancelle, gran parte della società è raggruppata in altre classi sociali. Le donne sono divise in gruppi contraddistinti da abiti di un colore specifico. Le "Ancelle" sono vestite di rosso, le "Marta" di grigio chiaro, le "Mogli" in varie tonalità di blu e il resto della popolazione di grigio. Le Mogli gestiscono la casa, aiutate dalle Marta che fungono da domestiche. Le Ancelle sono istruite da donne chiamate "Zie", vestite in abiti color marrone scuro. La vita della popolazione è controllata dagli "Occhi", una sorta di polizia segreta che opera per scovare i ribelli.
June Osborne, ribattezzata Difred (ossia "di proprietà di Fred"), viene assegnata alla casa del Comandante Fred Waterford e di sua moglie Serena Joy. Difred ricorda il “tempo che era”, dove conduceva una vita normale con il marito Luke e la figlia Hannah, ma può solamente seguire le regole di Gilead, nella speranza di poter tornare un giorno libera e ritrovare sua figlia.

## Episodi
| Stagione         | Episodi | Pubblicazione USA | Pubblicazione Italia |
| ---------------- | ------- | ----------------- | -------------------- |
| Prima stagione   | 10      | 2017              | 2017                 |
| Seconda stagione | 13      | 2018              | 2018                 |
| Terza stagione   | 13      | 2019              | 2019                 |
| Quarta stagione  | 10      | 2021              | 2021                 |
| Quinta stagione  | 10      | 2022              | 2022                 |
| Sesta stagione   | 10      | 2025              | 2025                 |

## Personaggi e interpreti

### Personaggi principali
- June Osborne (stagioni 1-6), interpretata da Elisabeth Moss, doppiata da Ludovica De Caro. Una donna che è stata catturata mentre tentava di fuggire in Canada con suo marito, Luke, e sua figlia, Hannah. Grazie alla sua fertilità, diventa una ancella del comandante Fred Waterford e sua moglie, Serena Joy, e viene chiamata "Difred".
- Fred Waterford (stagioni 1-4), interpretato da Joseph Fiennes, doppiato da Ruggero Andreozzi. Un alto funzionario governativo, capo ambasciatore e il proprietario di Difred. Sia lui che sua moglie hanno avuto un ruolo determinante nella fondazione di Gilead. Vuole avere più contatti con June al di fuori di ciò che è legale tra un'ancella e il suo padrone, e inizia a invitarla a partite notturne di Scarabeo. Diventerà capo del Consiglio di Gilead, carica corrispondente a quella di Primo Ministro.
- Serena Joy Waterford (stagioni 1-6), interpretata da Yvonne Strahovski, doppiata da Stefania De Peppe. La moglie di Fred ed ex attivista culturale conservatrice. Sembra aver accettato il suo nuovo ruolo in una società che ha contribuito a creare.
- Emily Malek (stagioni 1-4; ospite stagione 6), interpretata da Alexis Bledel, doppiata da Ilaria Silvestri. Altra ancella cui June è abbinata quando deve uscire di casa. Anche se inizialmente June è diffidente nei suoi confronti, scoprirà che Emily non è come sembra e le due diventano amiche. Aveva una moglie ed un figlio, Oliver, ed era una docente universitaria in biologia cellulare. Essere omosessuale è punibile con la morte o con i lavori forzati a Gilead, ma lei è stata risparmiata a causa della sua fertilità.
- Janine Lindo (stagioni 1-6), interpretata da Madeline Brewer, doppiata da Mara Gualandris. Un’Ancella che è entrata nel Centro Rosso nello stesso periodo di June che considera un'amica. Inizialmente non conforme alle regole, il suo occhio destro viene rimosso come punizione e diventa mentalmente instabile.
- Lydia Clements (stagioni 1-6), interpretata da Ann Dowd, doppiata da Marinella Armagni (st. 1-4) e Loredana Nicosia (st. 5-6). La sadica e spietata "Zia" che controlla le ancelle quotidianamente.
- Luke Bankole (stagioni 1-6), interpretato da O. T. Fagbenle, doppiato da Francesco Mei. Il marito di June. Poiché è la sua seconda moglie, la loro unione è considerata non valida nella nuova società e Hannah, la loro bambina, è considerata illegittima. Inizialmente, June ritiene che sia stato ucciso ma in seguito scopre che è riuscito a fuggire in Canada.
- Nick Blaine (stagioni 1-6), interpretato da Max Minghella, doppiato da Roberto Palermo. Autista personale di Fred Waterford. Uno degli "Occhi". S'innamorerà di June.
- Moira Strand (stagioni 1-6), interpretata da Samira Wiley, doppiata da Gea Riva. La migliore amica di June dal college, si trova già al Centro Rosso quando June vi viene portata, ma fugge prima di essere assegnata a una casa. Viene catturata e diventa "Ruby", lavorando al bordello Jezebel. Sembra che abbia rinunciato alla speranza di tornare libera, ma incontrando di nuovo June riprende la convinzione di fuggire di nuovo.
- Rita Blue (stagioni 2-6, ricorrente stagione 1), interpretata da Amanda Brugel, doppiata da Luisa Ziliotto (st. 1-4) e Valentina Pollani (st. 5-6). La Marta della casa alla quale viene assegnata June.
- Joseph Lawrence (stagioni 3-6, ricorrente stagione 2), interpretato da Bradley Whitford, doppiato da Massimiliano Lotti. È l'architetto dell'economia di Gilead e l'ideatore delle Colonie; tuttavia, si è pentito della sua partecipazione alla nascita della dittatura e collabora attivamente con il Mayday.
- Mark Tuello (stagioni 4-6, ricorrente stagione 3, guest star stagione 2), interpretato da Sam Jaeger, doppiato da Diego Baldoin. Un agente del governo degli Stati Uniti d'America che Serena incontra in Canada.
- Naomi Putnam (stagione 6, ricorrente stagioni 1-5), interpretata da Ever Carradine, doppiata da Cristina Giolitti. Una delle Mogli, conoscente di Serena.

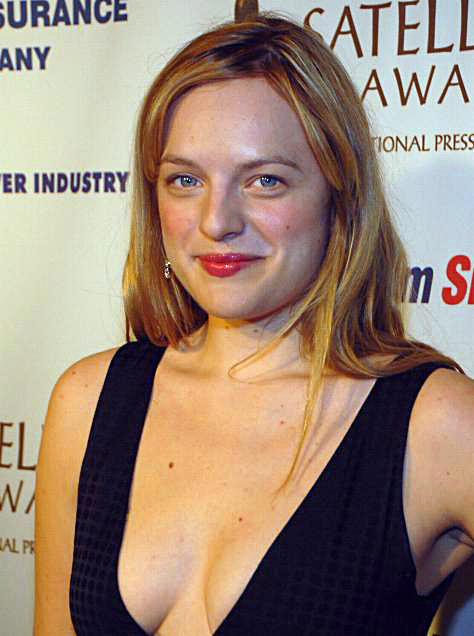
Elisabeth Moss interpreta June Osborne.
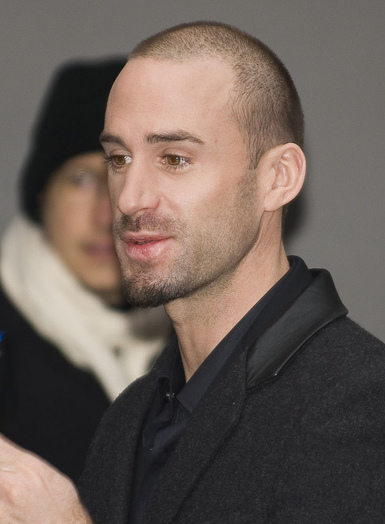
Joseph Fiennes interpreta Fred Waterford.
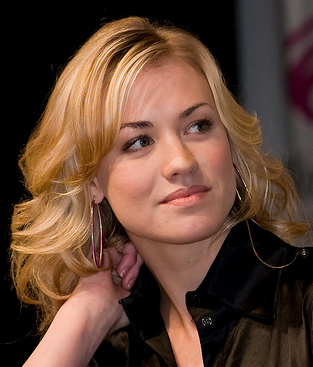
Yvonne Strahovski interpreta Serena Joy Waterford.
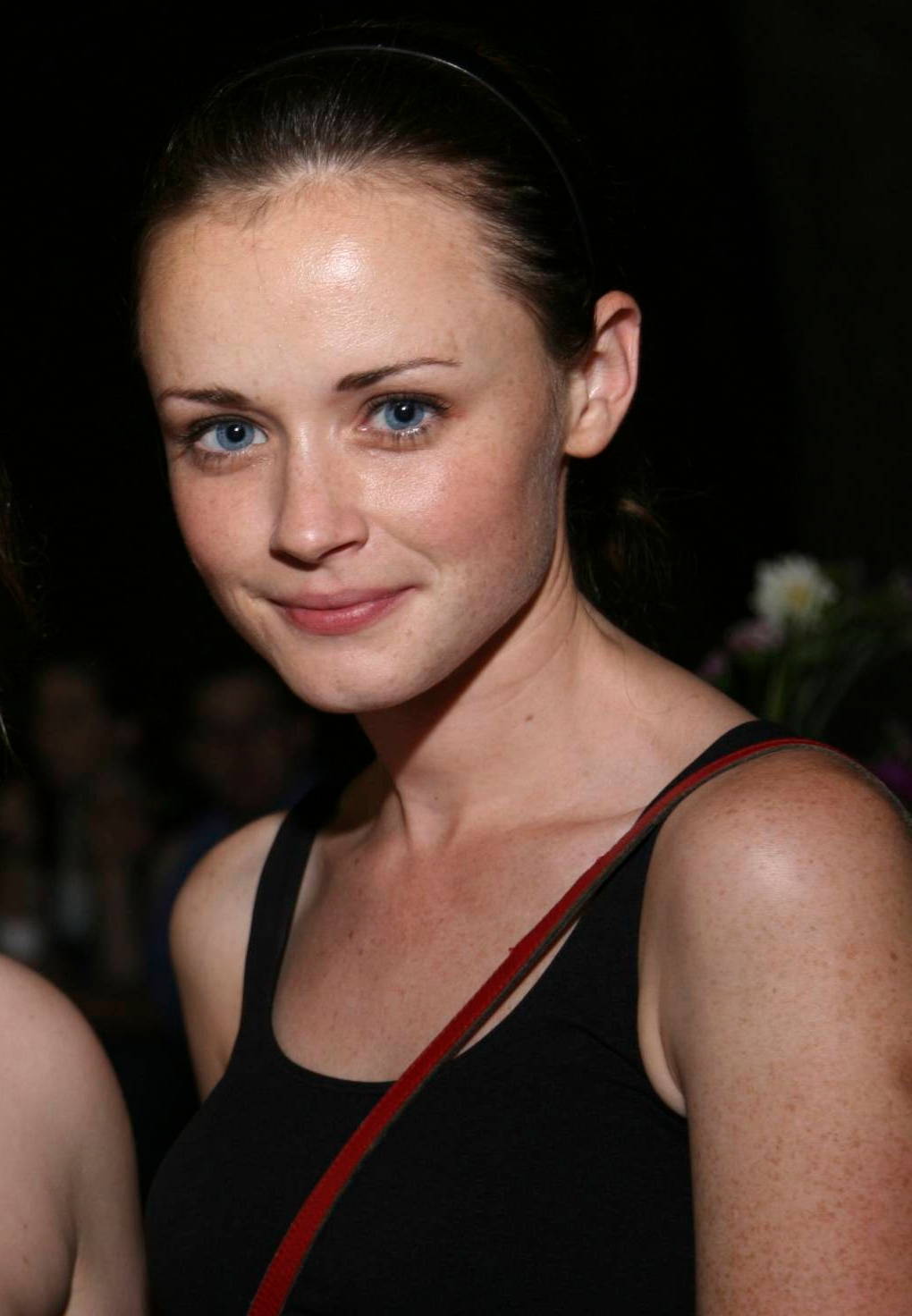
Alexis Bledel interpreta Emily Malek.
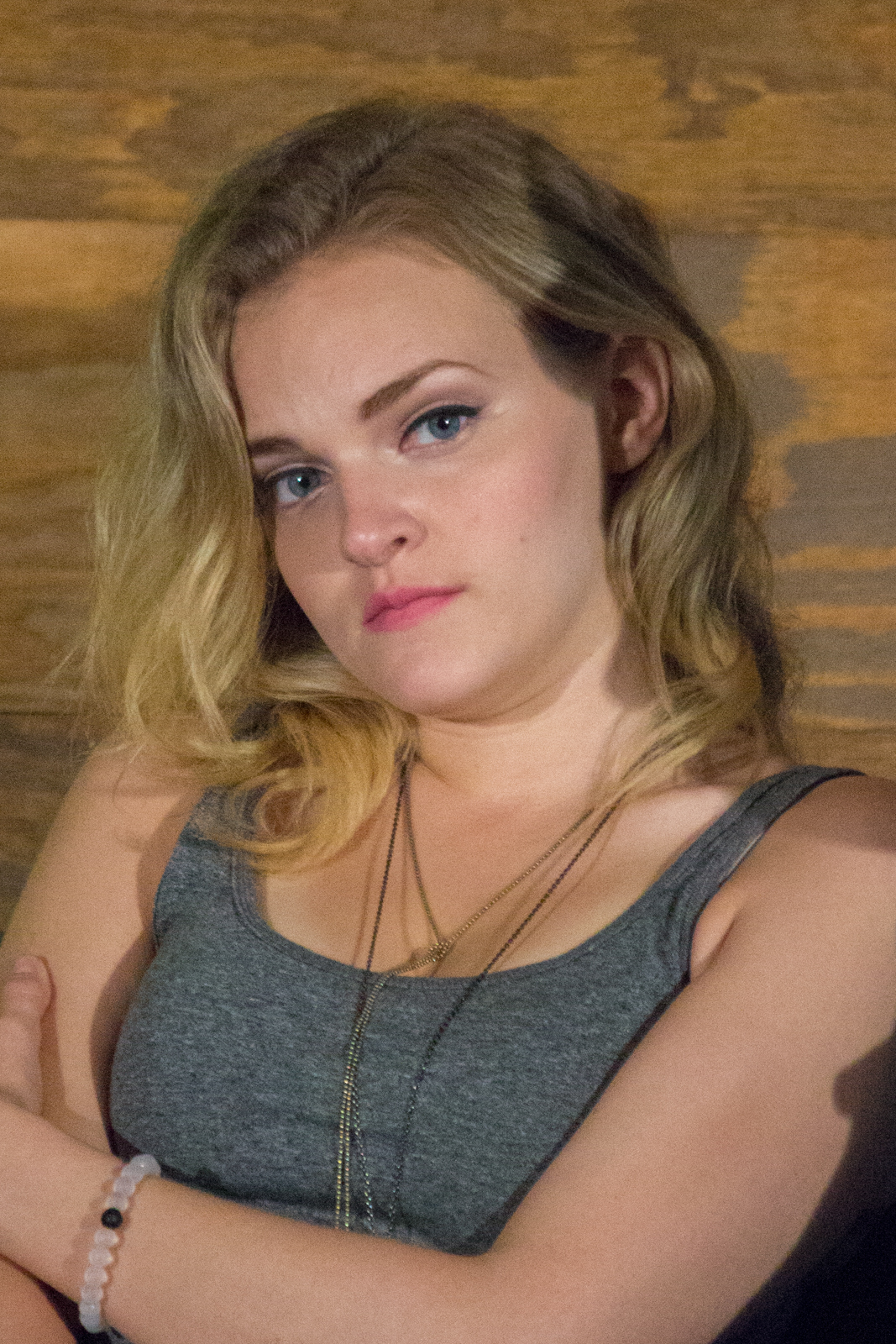
Madeline Brewer interpreta Janine Lindo.
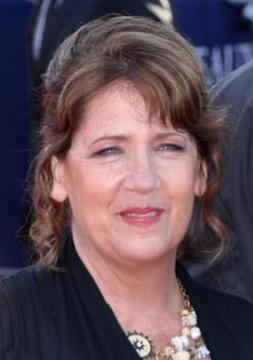
Ann Dowd interpreta Lydia Clements.
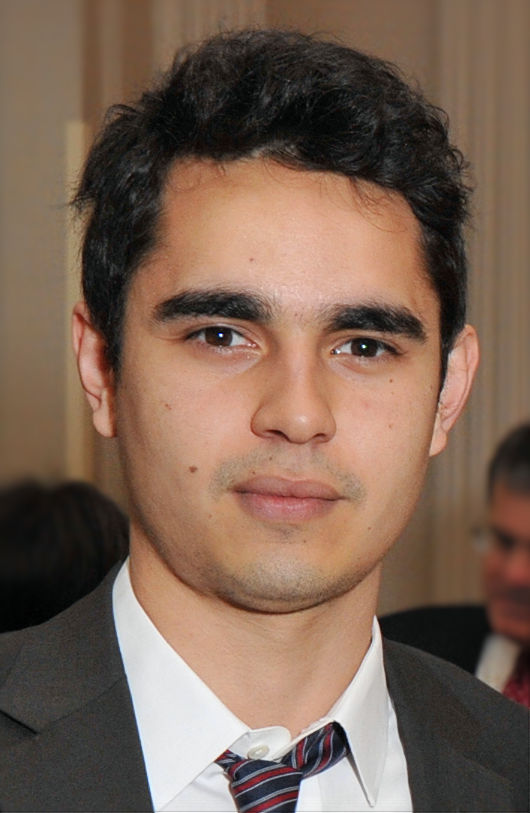
Max Minghella interpreta Nick Blaine.
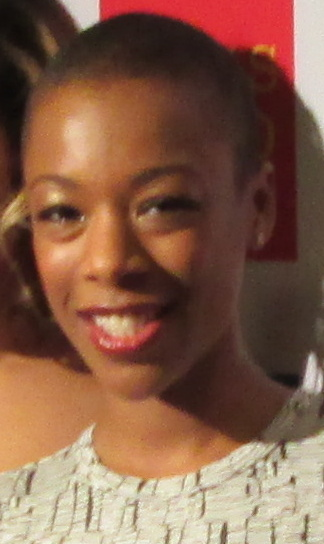
Samira Wiley interpreta Moira Strand.
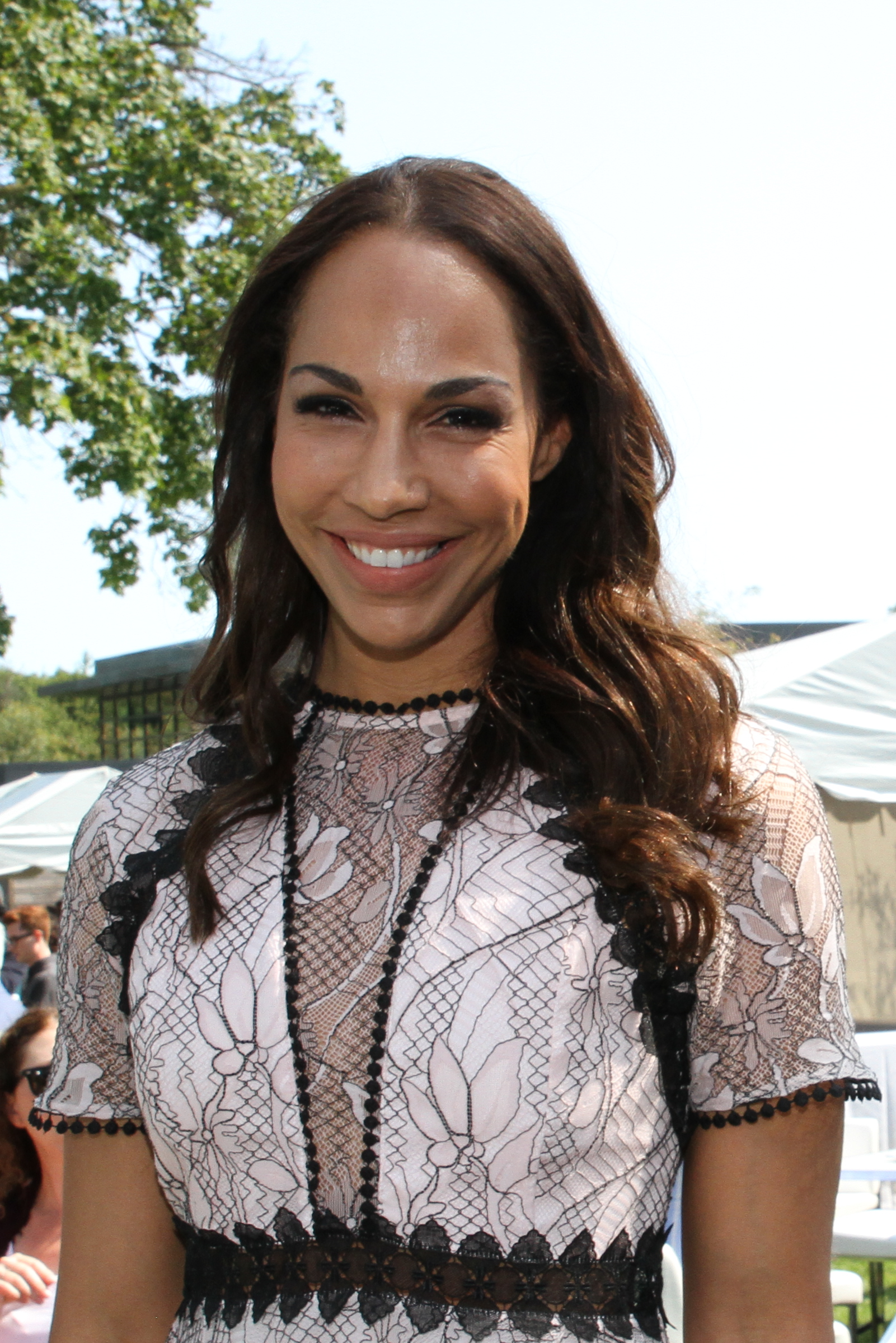
Amanda Brugel interpreta Rita Blue.
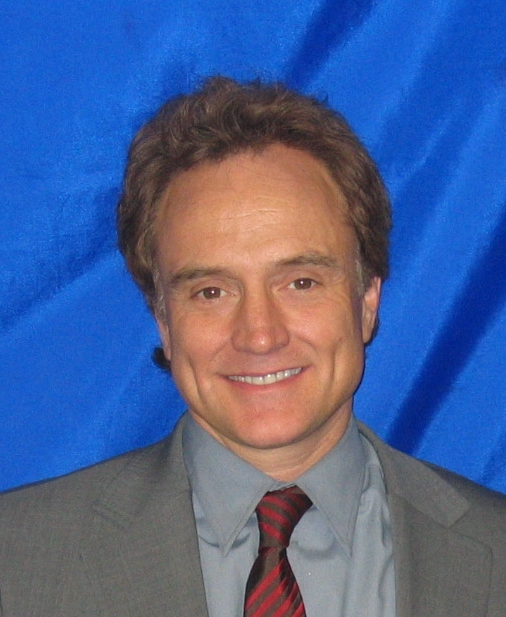
Bradley Whitford interpreta Joseph Lawrence.

### Personaggi ricorrenti
- Lillie Fuller (stagioni 1-2), interpretata da Tattiawna Jones, doppiata da Federica Simonelli. Una delle Ancelle con cui June ha contatti. Era una prostituta.
- Alma (stagioni 1-4, guest star stagione 5), interpretata da Nina Kiri, doppiata da Francesca Tretto. Un'ancella che viene coinvolta nel Mayday diventando il primo contatto di June con il gruppo della resistenza.
- Dolores (stagioni 1-2, guest star stagione 3), interpretata da Jenessa Grant, doppiata da Laura Cherubelli. Un'ancella locale di natura amichevole.
- Hannah Bankole (stagioni 1-in corso), interpretata da Jordana Blake. È la figlia di June e Luke. Il suo nome a Gilead è Agnes MacKenzie.
- Beth (stagioni 1, 3, guest star stagione 4), interpretata da Kristen Gutoskie, doppiata da Sonia Colombo. La Marta della casa del Comandante Joseph Lawrence.
- Sylvia (stagioni 2-3, guest star stagione 5), interpretata da Clea DuVall. La moglie di Emily.
- Holly Maddox (stagioni 2-3), interpretata da Cherry Jones, doppiata da Elisabetta Cesone. La madre di June.
- Eden Blaine (stagione 2), interpretata da Sydney Sweeney, doppiata da Giulia Bersani. La moglie 15enne di Nick. Viene poi giustiziata per "infedeltà" venendo fatta annegare in una piscina.
- Eleanor Lawrence (stagioni 2-3), interpretata da Julie Dretzin. La moglie del Comandante Joseph Lawrence.
- George Winslow (stagione 3), interpretato da Christopher Meloni, doppiato da Massimo Rossi. Uno dei Comandanti più potenti di Gilead.
- Olivia Winslow (stagione 3), interpretata da Elizabeth Reaser. La moglie del Comandante George Winslow.
- Esther Keys (stagioni 4-5), interpretata da McKenna Grace. Moglie divenuta poi ancella.

## Produzione
Nell'aprile 2016 Hulu annunciò di aver ordinato direttamente a serie The Handmaid's Tale, basata sul romanzo Il racconto dell'ancella di Margaret Atwood e con Elisabeth Moss nel ruolo della protagonista Difred. Nel luglio 2016 si unirono al cast Max Minghella, Ann Dowd, e Samira Wiley.. Nell'agosto 2016 vennero ingaggiati Madeline Brewer, Joseph Fiennes, e Yvonne Strahovski. A settembre si aggiunsero O.T. Fagbenle, e Amanda Brugel, mentre a ottobre venne scritturata Ever Carradine a completamento del cast principale. Nel gennaio 2017, Alexis Bledel ottenne il ruolo di Emily Malek.
Le riprese della prima stagione della serie sono avvenute a Toronto da settembre 2016 a febbraio 2017.
Dopo appena una settimana dalla pubblicazione su Hulu la serie è stata rinnovata per una seconda stagione, andata in onda nel 2018.
Il 2 maggio 2018 Hulu annuncia il rinnovo della serie per una terza stagione  in onda a partire dal 5 giugno 2019 su Hulu e in Italia su Tim Vision dal giorno dopo.
Il 28 luglio 2019 la serie viene rinnovata per una quarta stagione, la cui produzione viene però messa in pausa a causa della pandemia di COVID-19, e l'uscita posticipata al 2021. Nel corso del 2020 viene confermata anche la produzione di una quinta stagione,, distribuita da settembre 2022.
Il 9 settembre 2022 viene annunciato il rinnovo per una sesta e ultima stagione, che andrà in onda nel 2025.

## Distribuzione
La serie ha debuttato sul servizio di video on demand Hulu il 26 aprile 2017. In italiano la prima stagione è stata pubblicata il 26 settembre 2017 su TIMvision.
La seconda stagione ha debuttato su Hulu il 25 aprile 2018, mentre in Italia viene pubblicata settimanalmente su TIMvision a partire dal 26 aprile 2018.
La terza stagione della serie ha debuttato su Hulu il 5 giugno 2019 con tre episodi, mentre i restanti sono usciti settimanalmente. Su TIMvision i primi tre episodi della serie sono stati pubblicati il 6 giugno 2019 mentre i successivi sono stati messi a disposizione settimanalmente il giorno dopo la pubblicazione su Hulu.
Dopo il ritardo nella produzione causato dalla pandemia di COVID-19, viene annunciato che la quarta stagione verrà pubblicata il 28 aprile 2021. Su TIMvision il primo episodio viene trasmesso dal 29 aprile 2021, a sole 24 ore dalla messa in onda in USA.
La quinta stagione è trasmessa in prima visione negli Stati Uniti da Hulu dal 14 settembre 2022. In Italia, è stata pubblicata su TIMvision dal 15 settembre al 10 novembre 2022.

### Edizione italiana
In Italia la serie è stata distribuita da TimVision, con doppiaggio milanese eseguito presso la Dream&Dream, su dialoghi e direzione di Marcello Cortese. La protagonista June Osborne è doppiata da Ludovica De Caro, mentre uno dei personaggi principali, Zia Lydia, ha visto un cambio di doppiatrice tra la quarta e la quinta stagione, passando da Marinella Armagni (deceduta nel 2022) a Loredana Nicosia. Nonostante il cast sia prettamente milanese, i doppiatori romani Barbara De Bortoli, Massimo Rossi e Francesco Bulckaen hanno doppiato un ruolo ciascuno.

## Accoglienza
La serie è stata lodata dalla critica specializzata. Sul sito Rotten Tomatoes la prima stagione ha ricevuto il 94% di recensioni positive mentre su Metacritic ha accumulato un punteggio di 92/100.

## Riconoscimenti
Emmy Awards
- 2017:
  - Miglior serie drammatica
  - Miglior attrice protagonista in una serie drammatica a Elisabeth Moss
  - Miglior attrice non protagonista in una serie drammatica a Ann Dowd
  - Miglior attrice guest star in una serie drammatica a Alexis Bledel
  - Miglior regia per una serie drammatica a Reed Morano (per l'episodio Difred)
  - Miglior sceneggiatura per una serie drammatica a Bruce Miller (per l'episodio Difred)
  - Miglior fotografia per una serie single-camera con episodi di oltre 30 minuti a Colin Watkinson (per l'episodio Difred)
  - Miglior scenografia per una serie contemporanea o fantasy a Julie Berghoff, Evan Webber e Sophie Neudorfer (per l'episodio Difred)
  - Candidatura al miglior casting per una serie drammatica a Russell Scott, Sharon Bialy e Sherry Thomas
  - Candidatura alla miglior regia per una serie drammatica a Kate Dennis (per l'episodio Il ponte)
  - Candidatura alla miglior attrice non protagonista in una serie drammatica a Samira Wiley
  - Candidatura ai migliori costumi per una serie, miniserie o film in costume o fantasy a Ane Crabtree e Sheena Wichary (per l'episodio Difred)
  - Candidatura ai migliori effetti speciali visivi di supporto a Brendan Taylor, Stephen Lebed, Leo Bovell, Martin O'Brien, Winston Lee, Kelly Knauff, Zach Dembinski, Mike Suta e Cameron Kerr (per l'episodio Compleanno)
- 2018:
  - Candidatura alla miglior serie drammatica
  - Candidatura alla miglior attrice protagonista in una serie drammatica a Elisabeth Moss
  - Candidatura al miglior attore non protagonista in una serie drammatica a Joseph Fiennes
  - Candidatura alla miglior attrice non protagonista in una serie drammatica a Ann Dowd
  - Candidatura alla miglior attrice non protagonista in una serie drammatica a Yvonne Strahovski
  - Candidatura alla miglior attrice non protagonista in una serie drammatica a Alexis Bledel
  - Candidatura alla miglior attrice guest star in una serie drammatica a Kelly Jenrette
  - Candidatura alla miglior attrice guest star in una serie drammatica a Cherry Jones
  - Miglior attrice guest star in una serie drammatica a Samira Wiley
- 2021:
  - Candidatura alla miglior serie drammatica
  - Candidatura alla miglior attrice protagonista in una serie drammatica a Elisabeth Moss
  - Candidatura al miglior attore non protagonista in una serie drammatica a O. T. Fagbenle
  - Candidatura al miglior attore non protagonista in una serie drammatica a Max Minghella
  - Candidatura al miglior attore non protagonista in una serie drammatica a Bradley Whitford
  - Candidatura alla miglior attrice non protagonista in una serie drammatica a Madeline Brewer
  - Candidatura alla miglior attrice non protagonista in una serie drammatica a Ann Dowd
  - Candidatura alla miglior attrice non protagonista in una serie drammatica a Samira Wiley
  - Candidatura alla miglior regia in una serie drammatica a Liz Garbus (per l'episodio Wilderness)
  - Candidatura alla miglior sceneggiatura in una serie drammatica a Yahlin Chang (per l'episodio Home)

Golden Globes
- 2018:
  - Miglior serie drammatica
  - Miglior attrice in una serie drammatica a Elisabeth Moss
  - Candidatura per la miglior attrice non protagonista in una serie ad Ann Dowd
- 2019:
  - Candidatura alla miglior attrice in una serie drammatica a Elisabeth Moss
  - Candidatura alla miglior attrice non protagonista in una serie a Yvonne Strahovski
- 2022:
  - Candidatura alla miglior attrice in una serie drammatica a Elisabeth Moss

Critics' Choice Awards
- 2018:
  - Miglior serie drammatica
  - Miglior attrice in una serie drammatica a Elisabeth Moss
  - Miglior attrice non protagonista in una serie drammatica a Ann Dowd

Screen Actors Guild Award
- 2018:
  - Candidatura per la migliore attrice in una serie drammatica a Elisabeth Moss
  - Candidatura per il miglior cast in una serie drammatica

Satellite Award
- 2018:
  - Candidatura per la miglior serie drammatica
  - Candidatura per la miglior attrice in una serie drammatica a Elisabeth Moss
  - Candidatura per la miglior attrice non protagonista in una serie, miniserie o film per la televisione ad Ann Dowd

TCA Awards
- 2018:
  - Programma dell'anno
  - Miglior serie drammatica
  - Candidatura come nuovo programma dell'anno
  - Candidatura come migliore risultato in una serie drammatica a Elisabeth Moss

Writers Guild of America Award
- 2018:
  - Candidatura per la miglior serie drammatica
  - Candidatura per la miglior nuova serie

## Sequel
Nel 2025 il produttore Bruce Miller conferma la realizzazione di una serie sequel di The Handmaid's Tale, intitolata The Testaments e basata sull'omonimo romanzo di Margaret Atwood che prosegue la storia de Il racconto dell'ancella. Ann Dowd riprenderà il ruolo di Zia Lydia.